# Vesuvianita
La vesuvianita, también conocida como idocrasa, es un sorosilicato de fórmula Ca10(Mg, Fe)2Al4(SiO4)5(Si2O7)2(OH,F)4 que puede presentarse de color verde, marrón, amarillo, o azul. La vesuvianita aparece como cristales tetragonales en depósitos de tipo skarns y en calizas que han sido sometidas a metamorfismo de contacto. Los cristales más límpidos suelen utilizarse como gemas.
Fue descubierta como xenolitos en el monte Vesubio, de ahí su nombre y fue descrita por Abraham Gottlob Werner en 1795.

## Variedades
- Una variedad azulada conocida como cyprina ha sido descubierta en Franklin (Nueva Jersey) y en otras localizaciones; el azul es debido a impurezas de cobre.
- La californita es un nombre a veces usado para referirse a una vesuvianita parecida al jade, también conocida por los nombres california-jade, american-jade y 'vesuvianita-jade.
- La xanthita es una variedad rica en manganeso.
- Durante muchos años se consideró a la wiluita como una variedad de vesubiana procedente del Wilui, Siberia. Estudios modernos han demostrado que se trata de dos especies distintas.[2]
- Idocrasa es un antiguo sinónimo, a veces usado para referirse a las vesuvianitas que alcanzaban la calidad de gemas.